# Southern Storm
Southern Storm è il settimo album della band death metal brasiliana Krisiun pubblicato nel 2008 dalla Century Media Records.

## Tracce
1. Slaying Steel – 4:11
2. Sentenced Morning – 3:59
3. Twisting Sights – 4:06
4. Minotaur – 3:51
5. Combustion Inferno – 4:23
6. Massacre Under the Sun – 4:43
7. Bleeding Offers – 3:25
8. Refuse/Resist (Sepultura cover) – 3:00
9. Origin of Terror – 4:05
10. Contradictions of Decay – 4:08
11. Sons of Pest – 4:48
12. Black Wind – 0:48
13. Whore of the Unlight – 4:53

## Formazione
- Alex Camargo - basso, voce
- Moyses Kolesne - chitarra
- Max Kolesne - batteria